# 小行星2114
小行星2114（2114 Wallenquist）是一颗围绕太阳公转的小行星。1976年4月19日，克拉斯-英格瓦·拉格爾科維斯特在斯壮罗山发现了此天体。
該小行星以瑞典天文學家奥克·瓦伦奎斯特命名。
这颗小行星的绝对星等为217.63581等。